# Маршев (Великопольське воєводство)
Маршев (пол. Marszew, нім. Marschew) — село в Польщі, у гміні Плешев Плешевського повіту Великопольського воєводства.
Населення — 599 осіб (2011).
У 1975-1998 роках село належало до Каліського воєводства.

## Демографія
Демографічна структура станом на 31 березня 2011 року:
|          | Загалом | Допрацездатний вік | Працездатний вік | Постпрацездатний вік |
| -------- | ------- | ------------------ | ---------------- | -------------------- |
| Чоловіки | 312     | 61                 | 226              | 25                   |
| Жінки    | 287     | 47                 | 188              | 52                   |
| Разом    | 599     | 108                | 414              | 77                   |